# Swallowed by the Ocean's Tide
Swallowed by the Ocean's Tide debitantski je studijski album njemačkog death metal-sastava Sulphur Aeon. Album je 11. siječnja 2013. godine objavila diskografska kuća Imperium Productions.

## Popis pjesama
| 1.    | »Cthulhu Rites« (instrumental)                        | 1:35 |
| 2.    | »Incantation«                                         | 4:07 |
| 3.    | »Inexorable Spirits«                                  | 4:49 |
| 4.    | »The Devil's Gorge«                                   | 4:28 |
| 5.    | »Where Black Ships Sail«                              | 3:39 |
| 6.    | »Swallowed by the Ocean's Tide«                       | 4:39 |
| 7.    | »Monolithic«                                          | 3:54 |
| 8.    | »From the Stars to the Sea«                           | 4:38 |
| 9.    | »Those Who Dwell in Stellar Void«                     | 4:35 |
| 10.   | »Beneath. Below. Beyond. Above.«                      | 4:43 |
| 11.   | »Zombi« (instrumental, obrada pjesme Fabija Frizzija) | 3:37 |
| 44:44 |                                                       |      |

## Zasluge
Sulphur Aeon
- D. – bubnjevi
- M. – vokali, ilustracije, logotip, raspored ilustracija, tekstovi
- T. – gitara, bas-gitara, tekstovi

Dodatni glazbenici
- Marcel Schiborr – solo gitara (na pjesmi 11), sintesajzer

Ostalo osoblje
- Simon Werner – snimanje
- Lina Unger – fotografija
- Philipp Schulte – tekst (na pjesmi 4)
- Ola Larsson – naslovnica